# Walter Georg Nowak
Walter Georg Nowak (* 11. Februar 1925 in Oppeln) ist ein Diplomat der Bundesrepublik Deutschland.

## Leben
Walter Georg Nowak studierte nach dem Abitur 1943 Auslandswissenschaften in Berlin.
Ab 1944 leistete er Kriegsdienst. Zu Ende des Zweiten Weltkrieges war er Fähnrich der Marineartillerie und geriet dann in britische Kriegsgefangenschaft. Ab 1946 studierte Nowak Geschichte, Germanistik, Philosophie, Geographie und Geologie an der Humboldt-Universität, später der Freien Universität in Berlin. 1954 wurde er zum Doktor der Philosophie promoviert und absolvierte die Zulassungsprüfung zum Lehramt an höheren Schulen. Er war Referendar und Studienassessor am traditionellen Französischen Gymnasium in Berlin und hatte zusätzlich 1954/55 einen Lehrauftrag an der Deutschen Hochschule für Politik.
1957 trat er in den Deutschen Auswärtigen Dienst ein. 1958/59 war er Attaché an der Deutschen Botschaft in London und von 1960 bis 1963 Legationsrat an der Botschaft in Nikosia, zuständig insbesondere für Kultur und Öffentlichkeitsarbeit. Nach dem Bau der Berliner Mauer 1961 gab es kritische Meldungen über seine politische Öffentlichkeitsarbeit durch sowjetische Nachrichtendienste (Radio Moskau). 1968 bis 1973 war er Leiter der Deutschen Auslandsvertretung in Beirut. Von 1973 bis 1976 war er Erster Botschaftsrat und ständiger Vertreter des Botschafters in Teheran. Anschließend war er als Referatsleiter im Auswärtigen Amt zuständig für Nord-Süd-Dialog und Internationale Wirtschaftliche Zusammenarbeit. Ab 1978 war er Inspekteur des Deutschen Auswärtigen Dienstes. Von 1985 bis 1990 war er schließlich Botschafter in Saudi-Arabien.
Im August 2004 wurde er mit dem Bundesverdienstkreuz I. Klasse ausgezeichnet.